# Hodegetria
Hodegetria, hodigitria (z grec. ή oδηγήτρια, i odigitria, wskazująca drogę) – najstarszy i najbardziej rozpowszechniony typ ikonograficzny przedstawienia Matki Bożej z Dzieciątkiem Jezus na ręku.

## Tradycja i historia

Hodegetria z Nowogrodu, ok. 1380

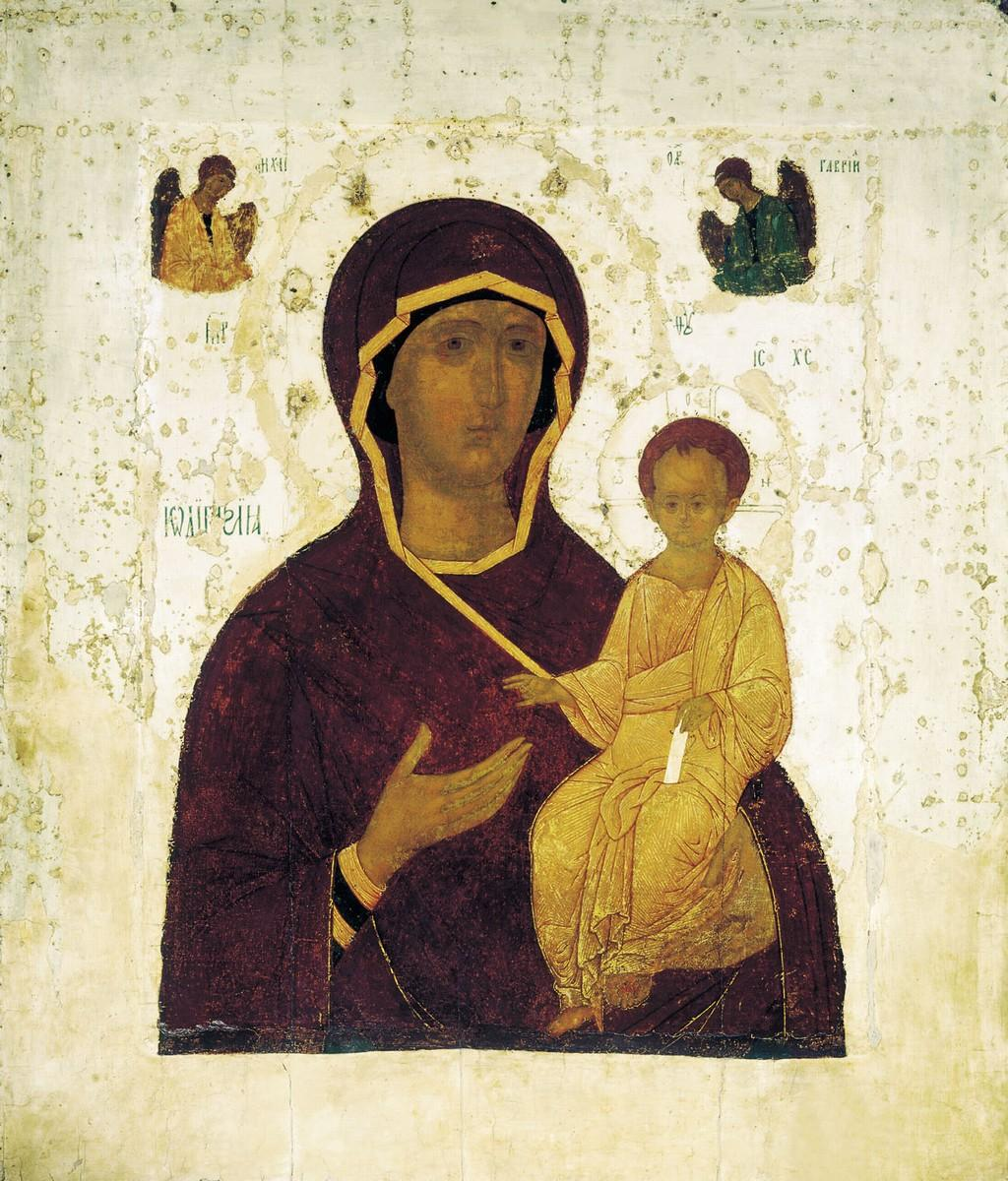
Hodegetria Smoleńska, 1482

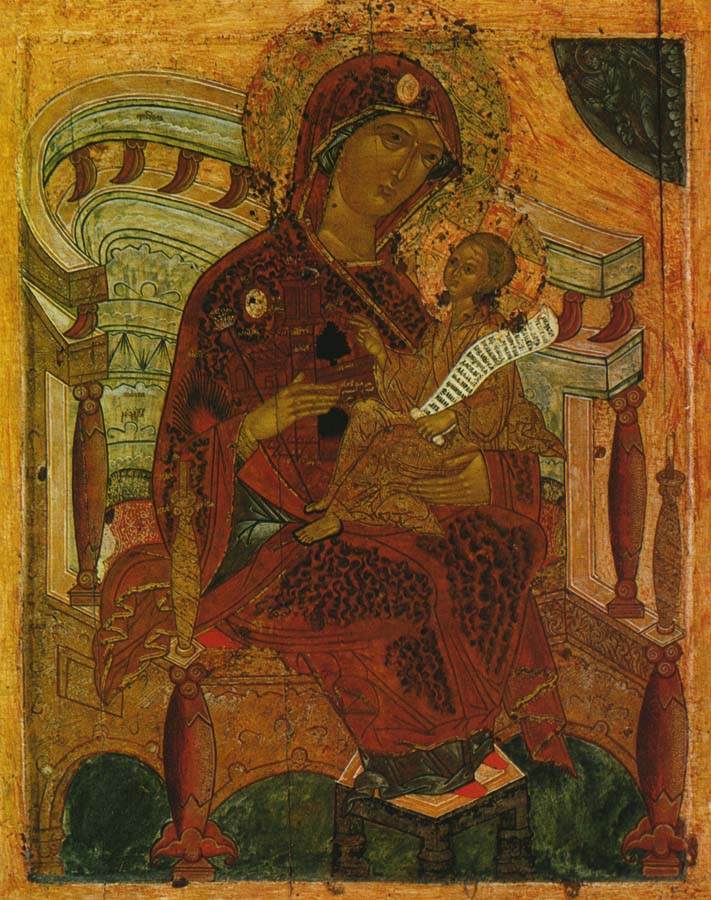
Perejasław Zaleski, XVI w.

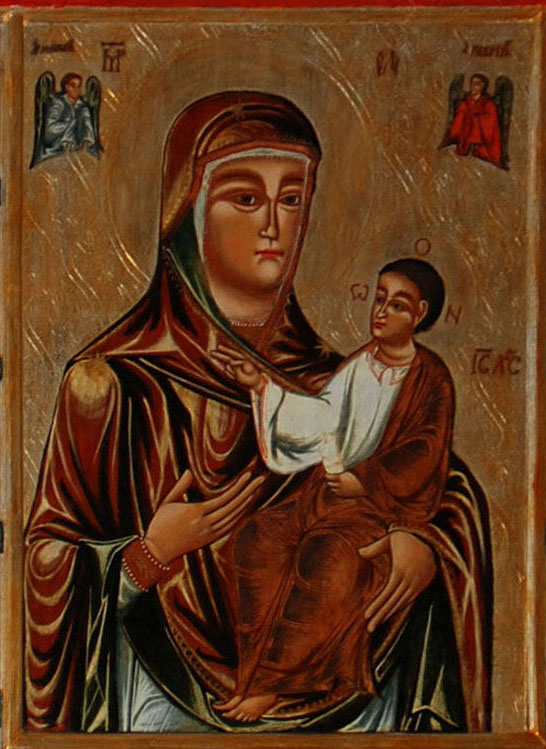
Hodegetria z Czarnej, pocz. XVII

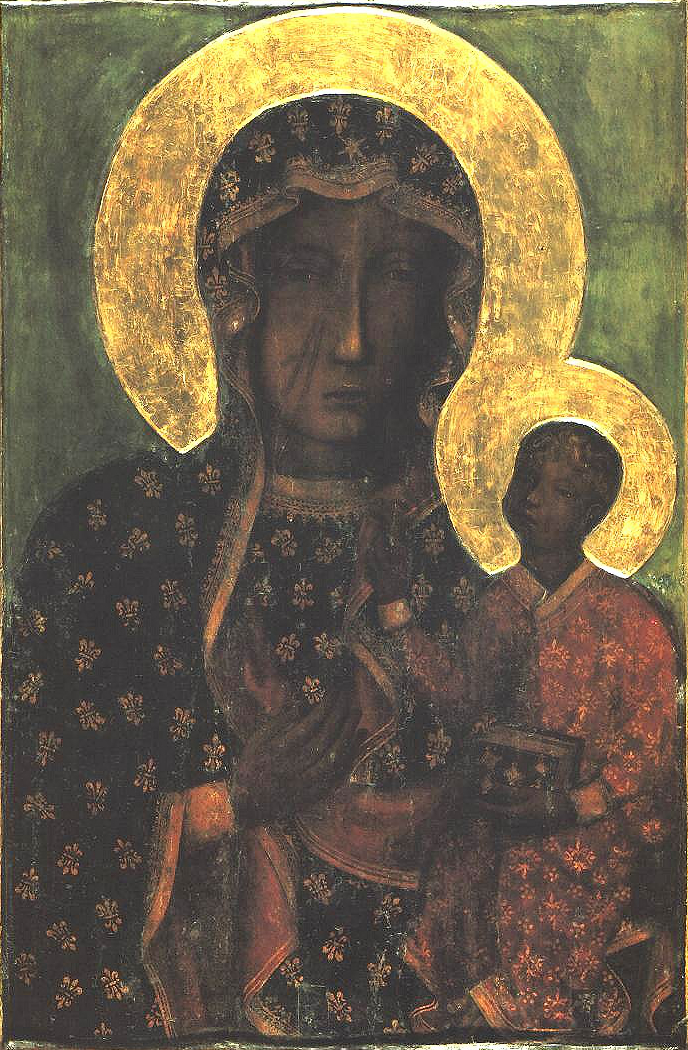
Matka Boska Częstochowska, XII-XIV w.(?)

Według tradycji pierwszym ikonografem był święty Łukasz z Antiochii, ewangelista, który namalował na desce wizerunek Marii z Dzieciątkiem na ręku. Ikonę podarował wraz z Ewangelią Teofilowi wymienionemu w przedmowie do Ewangelii (...dostojny Teofilu...) i w prologu do Dziejów Apostolskich. Teofil był prawdopodobnie wysokim urzędnikiem rzymskim.
Po śmierci Teofila ikona powróciła do Jerozolimy, gdzie została odnaleziona przez Eudokię, żonę cesarza Teodozjusza II, która w latach 436–437 odbywała podróż do Ziemi Świętej. Eudokia kupiła tę ikonę i odesłała ją do Konstantynopola w darze dla siostry cesarza, Pulcherii. Pulcheria umieściła ją w ufundowanym przez siebie w dzielnicy portowej kościele klasztornym Ton Odigon – dla Przewodników. W klasztorze mieszkali i pracowali mnisi – przewodnicy i opiekunowie niewidomych. Według innych przekazów chodzi, może jednocześnie, o świątynię, służącą za miejsce modlitw marynarzom i rybakom. Hodigitria to łacińska transliteracja greckiego „η οδηγήτρια”, czyli „wskazująca drogę”.
W Bizancjum ikona Bogurodzicy zasłynęła wieloma cudami, stała się świętością i talizmanem chroniącym od złego. Była także patronką podróżujących i opiekunką ociemniałych. Przetrwała w ukryciu okres ikonoklazmu. W IX w. wykształcił się dokładnie opracowany wzór ikonograficzny wizerunku Maryi – hodegetrii – i stał się przykładem dla licznych kopii. Ikonę zniszczyli prawdopodobnie Turcy w 1453 roku po zdobyciu Konstantynopola. Według aktualnej i dominującej tradycji greckiej oryginał ikony znajdował się w monastyrze Sumela, w Poncie, gdy w Konstantynopolu zniszczeniu uległa jego kopia. Aktualnie owa ikona Przenajświętszej z Sumeli (Panagia Sumela) stanowi cel masowych pielgrzymek do miejscowości Kastania, w greckiej prowincji Macedonii Centralnej.
Jedne z najstarszych zachowanych przedstawień tego typu znajdują się w ewangeliarzu Rabbulasa, na freskach w Bawit, w zabytkowych świątyniach armeńskich z VI wieku. Według tradycji greckiej, najstarsza jest wspomniana ikona z Sumeli, mająca pochodzić z I w n.e., obecna na górze Mela od co najmniej 386 r.

## Wzór ikonograficzny
Maryja ukazana jest frontalnie, najczęściej w półpostaci. Czasem w pełnej figurze: siedząca na tronie lub stojąca. Nie widać u niej matczynej poufałości w stosunku do Syna. Głowę trzyma prosto, lekko zwróconą w kierunku Chrystusa, rzadziej – pochyloną nieznacznie ku Chrystusowi. Na lewym ramieniu trzyma Dzieciątko, dostojnym gestem prawej dłoni z długimi palcami wskazując na nie. Może to być gest prezentacji – wskazania ludziom Syna Bożego lub gest postawy służebnej – przedstawienie Synowi wiernego ludu.
Chrystus znajduje się w pewnym oddaleniu od twarzy Matki, patrzy prosto przed siebie i ukazuje całe swe oblicze. Rzadziej ma głowę lekko obróconą w prawo. Wznosi prawą dłoń w geście błogosławieństwa, a w lewej dłoni trzyma zwój (od XVI w. także księgę lub kulę). Chrystus nie jest tutaj niemowlęciem, występuje w ikonograficznym typie Chrystusa – Emmanuela, ma twarz dojrzałego, inteligentnego człowieka. Ubrany jest w biały chiton i narzucony nań purpurowy, często przetykany złotem himation.
Ikona hodegetrii ukształtowała się ostatecznie w Bizancjum. Przebija z niej stosowany w cesarskim pałacu porządek, składający się z oficjalnych ceremonii, a ukrywający wszelkie wyrażenia uczuć, ukazujący jedynie świętość i godność władzy cesarskiej. Taka majestatyczna obojętność i brak przejawów ludzkich uczuć przyjęte zostały na wiele wieków jako najbardziej obowiązujące na dogmatycznej ikonie Boskiego Macierzyństwa, jaką jest Bogarodzica z Chrystusem-Emmanuelem.

## Hodegetria na Rusi
Wzór hodegetrii doczekał się wielu odmian ikonograficznych, które następnie były kopiowane, przyjmując nowe nazwy. Na Rusi powstały w takich okolicznościach ikony Smoleńska i Tichwińska.
Jedną z najstarszych i najsłynniejszych ikon w typie hodegetrii jest Smoleńska Ikona Matki Bożej. W 1046 roku cesarz bizantyjski Konstantyn IX Monomach wydał swą córkę Annę za ruskiego księcia Wsiewołoda. Według tradycji przed odjazdem pobłogosławił ją na drogę ikoną Matki Bożej, którą następnie Anna zabrała z Konstantynopola do Czernihowa. Syn księcia Wsiewołoda, Włodzimierz II Monomach, przeniósł ikonę do Smoleńska i umieścił w cerkwi Zaśnięcia Matki Bożej. Od tej pory ikonę zaczęto nazywać smoleńską.

## Hodegetria w Polsce
Na terenie Ukrainy, Polski i Słowacji typ hodegetrii należał do najczęściej spotykanych ikon. Umieszczana była (zamiennie z Eleusą) wśród ikon namiestnych każdego ikonostasu. Od XV do XVII w. na klejmie (obramieniu ikony) malowano proroków. U dołu spotyka się też rodziców Maryi: św. Annę i św. Joachima. Ikony malowane przez miejscowe warsztaty w Karpatach często odbiegały od bizantyńskiego kanonu – Maryja miewała twarz dobrodusznej gospodyni, a Jezus tajemniczo się uśmiechał.
Najbardziej znanym tego typu przedstawieniem Maryi w Polsce jest obraz Matki Boskiej Częstochowskiej, znajdujący się w sanktuarium na Jasnej Górze.
Hodegetrią jest również Supraska Ikona Matki Bożej.